# Cyclocephala dominicana
Cyclocephala dominicana är en skalbaggsart som beskrevs av S. Endrödi 1985. Cyclocephala dominicana ingår i släktet Cyclocephala och familjen Dynastidae. Inga underarter finns listade i Catalogue of Life.